# Marie-Odile Soyer-Gobillard
Marie-Odile Soyer-Gobillard, née le 9 avril 1939 à Sézanne, dans le département de la Marne, est une biologiste française, docteur ès Sciences, directeur de recherche émérite honoraire au CNRS et présidente d’une association destinée à la recherche scientifique.
Au Laboratoire Arago, ses travaux scientifiques, mondialement reconnus, ont porté sur l’étude cellulaire et moléculaire des protistes, en particulier des dinoflagellés. Elle y a créé une équipe de biologie cellulaire et moléculaire, qui a soutenu son activité scientifique. Elle y a progressivement introduit les techniques les plus pointues pour l’étude de la biologie cellulaire marine.
Lors des dix dernières années, elle s’est notamment fait connaître du grand public pour ses études sur la mise en évidence de troubles psychiatriques chez les enfants exposés in utero à des hormones de synthèse, en particulier le Diéthylstilbestrol (DES) ainsi que sur la démonstration de leur effet multigénérationnel. Ces travaux sont effectués en lien étroit avec l'association Hhorages-France dont elle assure la présidence.

## Biographie

### Jeunesse et formation
Marie-Odile Soyer-Gobillard est née à Sézanne, en Champagne, en 1939, dans une famille bourgeoise de petits industriels. Elle est l’aînée d’une fratrie de cinq enfants. Elle fait ses études secondaires au Collège de Sézanne où elle obtient son premier baccalauréat. Après l’obtention de ce dernier, elle s’inscrit dans une classe de terminale nouvelle à l’issue de laquelle elle obtient un second baccalauréat en sciences expérimentales. Elle effectue ensuite un cursus scientifique à la Faculté des Sciences de Paris Sorbonne et obtient un doctorat d’État ès Sciences à l’Université Pierre-et-Marie-Curie (Paris-VI).

### Carrière
En septembre 1961, à seulement 22 ans, après un Diplôme d’Études Supérieures, elle entre au CNRS à l’Observatoire océanologique de Banyuls-sur-Mer (OOB), un laboratoire maritime mondialement réputé connu sous le nom de « Laboratoire Arago », où elle fait toute sa carrière.
Elle y fonde en 1974 le département de biologie cellulaire et moléculaire, destiné à l’étude des mécanismes qui régissent le fonctionnement de certains organismes marins qui servent de modèles aux chercheurs entre autres sur la structure des chromosomes, les protéines de l’appareil mitotique et le déroulement du cycle cellulaire.
De 1980 à 1989, elle est membre élue au Conseil d’Administration du Laboratoire Arago, de 1987 à 1991 elle est membre nommé au Comité National du C.N.R.S. (section 28, Biologie des Organismes) dont elle assure la vice-présidence et de 1975 jusqu’à sa retraite en 2000, elle est responsable d’un groupe de recherche, du Service de Microscopie Electronique ainsi que du Département de Biologie Cellulaire et Moléculaire jusqu’en 1995.

### Vie privée[5]
En arrivant au Laboratoire Arago, elle rencontre son futur mari, Jacques Soyer, qu’elle épouse deux ans plus tard. Deux ans après son mariage, Marie-Odile Soyer-Gobillard tombe enceinte mais sa grossesse se solde par une fausse-couche. S’il est désormais acquis que c’est l’arrêt de grossesse qui entraîne une chute du taux de certaines hormones, l’on pensait à l’époque que c’était l’exact contraire, et que la cause des avortements spontanés était imputable à un déficit hormonal. C’est ainsi que, lorsqu’elle tombe à nouveau enceinte, en 1966, elle reçoit un traitement alors très en vogue : du Distilbène® (nom commercial du diéthylstilbestrol aussi appelé DES) et de l’éthinylestradiol – deux œstrogènes de synthèse, ainsi qu’un progestatif synthétique-retard, pour chacune de ses deux grossesses.
Ses enfants naissent et demeurent apparemment en bonne santé jusqu’à ce que, jeunes adultes, ils développent chacun des troubles psychiques. Pour sa fille, ce sont des troubles du comportement alimentaire qui se manifestent, avec des dépressions récurrentes (appelées maintenant trouble bipolaire) accompagnées de nombreuses tentatives de suicide ; pour son fils, c’est un état borderline de type schizophrénique qui est diagnostiqué. Ils se suicident tous les deux, à trois ans d'intervalle, respectivement âgés de 28 et 27 ans.
René Alexandre, un ingénieur-agronome caennais père de trois enfants exposés in utero aux hormones sexuelles synthétiques et touchés par des troubles psychiques et somatiques, alors convaincu du lien de causalité, commence à contacter des familles. C’est ainsi qu'en juillet 1998, il lance un appel aux familles dans la Revue de l’UNAFAM « Un autre Regard », auquel Marie-Odile Soyer-Gobillard répond en le contactant.
À la suite du décès de ses enfants et des travaux d’investigation de la littérature scientifique initiés par René Alexandre, Marie-Odile Soyer-Gobillard relie à son tour les troubles de ses enfants aux traitements hormonaux de synthèse reçus lors de ses grossesses. L’appel de René Alexandre avait déjà permis de rassembler 28 familles dans le même cas.
C’est avec d’autres parents mobilisés qu’elle fonde par la suite l’association Hhorages-France (Halte aux HORmones Artificielles pour les GrossessES) en 2002.

### Engagement bénévole associatif
À la suite des travaux américains de Herbst et al., en 1971, sur la présence chez les filles DES exposées in utero d'adénocarcinome vaginal à cellules claires, le Diéthylstilbestrol est contre-indiqué chez la femme enceinte aux USA par la Food and Drug Administration, mais il est toujours prescrit en France jusqu’en 1977 au moins. En France, depuis 1974 avec les travaux du Dr Henry-Suchet, 1975 avec ceux du Pr Barrat, et depuis 1983, avec la parution d’un article du journal Le Monde basé sur les travaux du Dr Anne Cabau, l’on sait déjà que le Distilbène® est à l’origine de malformations génitales chez les « filles DES » (exposées in utero au diéthylstilbestrol). Ce que l’on ignore en revanche, c’est que les conséquences de l’exposition ne se limitent pas aux filles DES, ni à la sphère génitale, et que d’autres hormones sexuelles de synthèse sont susceptibles de produire les mêmes effets.
À la suite de sa rencontre avec René Alexandre, Marie-Odile Soyer-Gobillard, ainsi que les familles précédemment rassemblées, mettent en commun leurs observations. René Alexandre présente alors le résultat de ses recherches lors de l’Assemblée Générale d’une association de patients active, Réseau D.E.S. France, fondée en octobre 1994 par des membres de l’association précédente INFO-DES, elle-même succédant à l’association DANE 45 (D.E.S-France). A cette assemblée se trouvent le Pr Tournaire, gynécologue, ainsi que la présidente Anne Levadou, qui n’accordent aucun crédit aux observations et au travail présentés par René Alexandre. Pour eux, et pour les médecins présents, il n’existe aucun lien entre la prise de Distilbène® et l’apparition de troubles psychiatriques. René Alexandre est très affecté par ce rejet. Il meurt 6 mois plus tard des suites d’un AVC.
Dès lors, Marie-Odile Soyer-Gobillard ainsi que quatre autres parents concernés décident de reprendre le flambeau et de créer une association. C’est ainsi qu’en 2002 naît Hhorages-France. Le but de l’association est « d'établir la relation de cause à effet entre la prise d'hormones sexuelles de synthèse lors des grossesses et tous les troubles générés, à plus ou moins long terme, chez les enfants issus de ces grossesses » – et plus récemment chez les petits-enfants, avec un accent mis sur les troubles psychiatriques associés ou non à des troubles somatiques, et d’apporter conseils et soutien aux familles lourdement touchées. Hhorages promeut également une action judiciaire, avec des dossiers confiés à un avocat pénaliste.
Hhorages continue à fédérer des familles puis, en vue de constituer une cohorte, élabore un questionnaire détaillé avec des chercheurs et des médecins. La base de données ainsi produite est le point de départ d’une partie de ses travaux et découvertes scientifiques futures.
D’abord vice-présidente de Hhorages-France et présidente de son conseil scientifique de 2002 à 2010, Marie-Odile Soyer-Gobillard devient présidente et chargée de la recherche en 2010, postes qu’elle assure actuellement. Dans le cadre de la recherche, elle collecte les témoignages des familles adhérentes et met ses compétences scientifiques au service de cette recherche et de ce combat qui s’inscrit, plus largement, dans celui de la reconnaissance de la toxicité des perturbateurs endocriniens.
De 2002 à 2012, elle est présidente départementale déléguée de l’UNAFAM 66, correspondante Recherche et déléguée régionale Languedoc-Roussillon.
Depuis 2007 elle est membre nommé au Collège des Relecteurs de Projets Cliniques de l’INSERM (Paris) et membre du Comité Éditorial.
De 2019 à 2023, elle est marraine du groupe d’entraide mutuelle « L’Escale » de Perpignan, qui accueille des personnes adultes en situation de fragilité psychique ou psychologique.

## Domaines de compétences
Biologie cellulaire marine, protistologie, endocrinologie, écotoxicologie, perturbateurs endocriniens.

## Travaux et principales découvertes

### Au sein du Laboratoire Arago
Le Laboratoire Arago, fondé en 1882 par le biologiste, anatomiste et zoologiste Henri de Lacaze-Duthiers, se situe à Banyuls-sur-mer, au sud de la France, sur la côte méditerranéenne. C’est un laboratoire cdonsacré à la biologie marine et à l'océanographie. En 1967, il devient un laboratoire du CNRS, et en 1985, une école interne de Sorbonne Université (Paris) dont il est l'une des trois stations marines. Il est reconnu comme Observatoire National puis, en janvier 1990, comme Observatoire Océanologique de Banyuls-sur-Mer (OBB).
Depuis les années 1950, c’est un centre d’étude très innovant, adapté à l’expérimentation. Des cours y sont dispensés, de nombreux étudiants viennent faire des stages pratiques pour s’initier à l’Océanographie. Entre 1951 et 2008, un stage de phycologie est ouvert aux étudiants de l’Europe entière. En 1954, un DEA d’océanographie est mis en place, transformé en 2003 en Master Sciences de la Mer.
Fin 1961, Marie-Odile Soyer-Gobillard, alors jeune doctorante venant d’entrer au CNRS, se rend au Laboratoire Arago pour un stage d’une durée d’un mois afin d’y récolter du matériel biologique issu du plancton marin dans le cadre de sa thèse de Doctorat dirigée par le biologiste, évolutionniste et protistologue reconnu Pierre-Paul Grassé. Elle reste au Laboratoire Arago et y accomplit toute sa carrière scientifique.
A son arrivée, le Dr Jean Théodorides, spécialiste des Gregariniae (Sporozoa), présent au Laboratoire Arago, enseigne à Marie-Odile Soyer-Gobillard les premiers rudiments concernant les protistes marins planctoniques. Ainsi, les premiers articles scientifiques qu’elle publie sont consacrés à la description de plusieurs nouvelles espèces de Gregariniae, parasites gastro-intestinaux des copépodes pélagiques (crustacés des fonds marins).
Marie-Odile Soyer-Gobillard décide ensuite de poursuivre, avec des méthodes nouvelles, les travaux précédemment élaborés par le protistologue, pionnier de la biologie cellulaire, Edouard Chatton sur les Dinoflagellés libres et parasites (aussi appelés Péridiniens). L’apport majeur de Chatton est sans doute, en 1925, sa proposition de distinguer le monde cellulaire en deux grands ensembles : les procaryotes (sans noyau constitué) et les eucaryotes (avec noyau). Dans sa thèse de doctorat de 1920, il décrit la division nucléaire particulière que présentent les Péridiniens, mais la cinétique et les composants demeurent mal compris.
Elle commence alors à utiliser les méthodes de la cytologie et de la cytochimie classiques, en s’attachant à préserver les structures cellulaires et nucléaires particulièrement délicates. Ce travail de préservation nécessitant l’utilisation de la microscopie électronique, les observations s’effectuent d’abord à Paris, avant que le Laboratoire Arago n’en soit équipé.
L’achat du premier ultramicrotome, un appareil de très grande précision, permet de lancer un service microscopie électronique (ME) rudimentaire mais efficace.  
L’année 1967 marque un tournant décisif car un cours international de biologie moléculaire marine est dispensé au Laboratoire Arago, sous la responsabilité du Pr Marie Gontcharoff, une spécialiste de la régénération cellulaire, avec l’aide du Pr Daniel Mazia, un cytologiste américain, biologiste cellulaire, connu pour ses recherches qui ont permis d’isoler les structures cellulaires responsables de la mitose. Le laboratoire étant jusque là peu appareillé, les participants apprennent à utiliser des outils nouveaux tels que des ultracentrifugeuses et des compteurs à scintillation.
En 1968, Marie-Odile Soyer-Gobillard commence à travailler sur la structure des chromosomes de Dinoflagellés avec Yves Bouligand, un spécialiste des structures cholestériques (ou cristaux liquides).
En 1969, elle décrit chez Noctiluca, un dinoflagellé bioluminescent, responsable de « marées rouges », sa surprenante membrane nucléaire et son développement au cours de la sporogenèse, la structure de sa bouche, et son tentacule contractile,.
En 1970, elle décrit également pour la première fois les premiers myonèmes contractiles striés du règne animal. Ils seront par la suite étudiés par Christine Métivier dans sa thèse de doctorat sur la motilité de Noctiluca, son organisation structurale, sa régulation ionique et la caractérisation de son cytosquelette.
En avril 1970, Marie-Odile Soyer-Gobillard soutient sa thèse à Paris, à une journée d’intervalle de son mari Jacques Soyer, alors directeur adjoint du Laboratoire Arago. Elle obtient son doctorat d’état ès Sciences avec la mention Très honorable avec félicitations du Jury, la mention la plus prestigieuse.
En 1971, le Pr Pierre Drach, directeur du Laboratoire Arago, et André Lwoff, chercheur en biologie et prix Nobel de physiologie ou médecine, arrivent dans son laboratoire. La qualité des travaux de Marie-Odile Soyer-Gobillard sont alors remarqués par André Lwoff, également disciple de Chatton. Après lui avoir demandé de lire sa thèse, il demande à Marie-Odile Soyer-Gobillard de compléter un manuscrit inachevé de Chatton. Aux observations et aux dessins de Chatton sur le cycle du Paradinium, un protiste plasmodial, elle ajoute alors ses propres observations et la description de deux espèces nouvelles. C’est ainsi qu’en 1973, elle cosigne avec lui un article posthume préfacé par André Lwoff.
En 1973, Olli Haapala, un cytogénéticien finlandais qui a remarqué les articles publiés précédemment par Marie-Odile Soyer-Gobillard, la rejoint au laboratoire. Il travaille avec elle sur l’ultrastructure des chromosomes de Dinoflagellés, dans le cadre de sa thèse finlandaise. Ils sont les premiers à étaler ces chromosomes sur de l’eau, à les recueillir sur des grilles spéciales pour la MET, à les observer, et à décrire leur organisation fibrillaire torsadée dans la prestigieuse revue Nature.
Pour ces travaux, elle reçoit en 1974 le prix de la Fondation Paul Wintrebert. Elle donne plusieurs séminaires à l’Institut de Cytologie de l’Académie des Sciences de Leningrad (Saint-Pétersbourg).

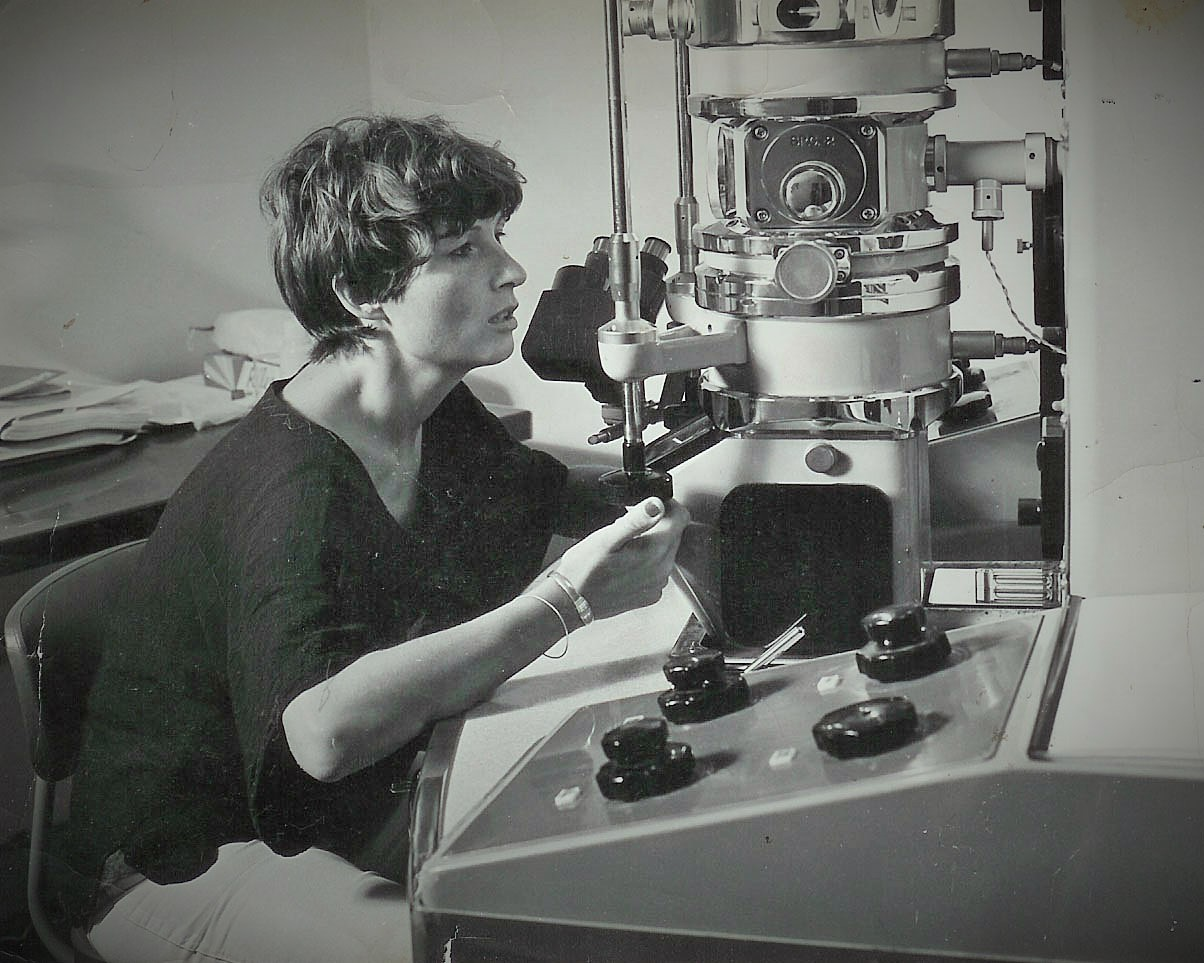
Marie-Odile Soyer-Gobillard devant le 1er Microscope Electronique (Hitachi HU11A) du Laboratoire Arago (1975)

En 1975, le Laboratoire Arago fait l’acquisition d’un microscope électronique à transmission (MET) d’occasion qui sera utilisé jusqu’en 1982, où il sera remplacé par un MET neuf. C’est la première station marine française à posséder un tel appareil.
Dans le même temps, Marie-Odile Soyer-Gobillard participe à la constitution d’une première équipe extérieure, celle du biochimiste Dr Julio Pudles, à laquelle le Pr André Berkaloff, responsable des Sciences de la Vie du CNRS, apporte un soutien financier. Leur collaboration donne lieu à plusieurs publications. Ainsi, l’équipe compte désormais parmi ses membres Michel Herzog, doctorant, chercheur au CNRS, Françoise de Billy, ingénieur au CNRS, Paul Prévot, doctorant du DEA d'océanographie biologique, puis Yvonne Bhaud, chercheur au CNRS.

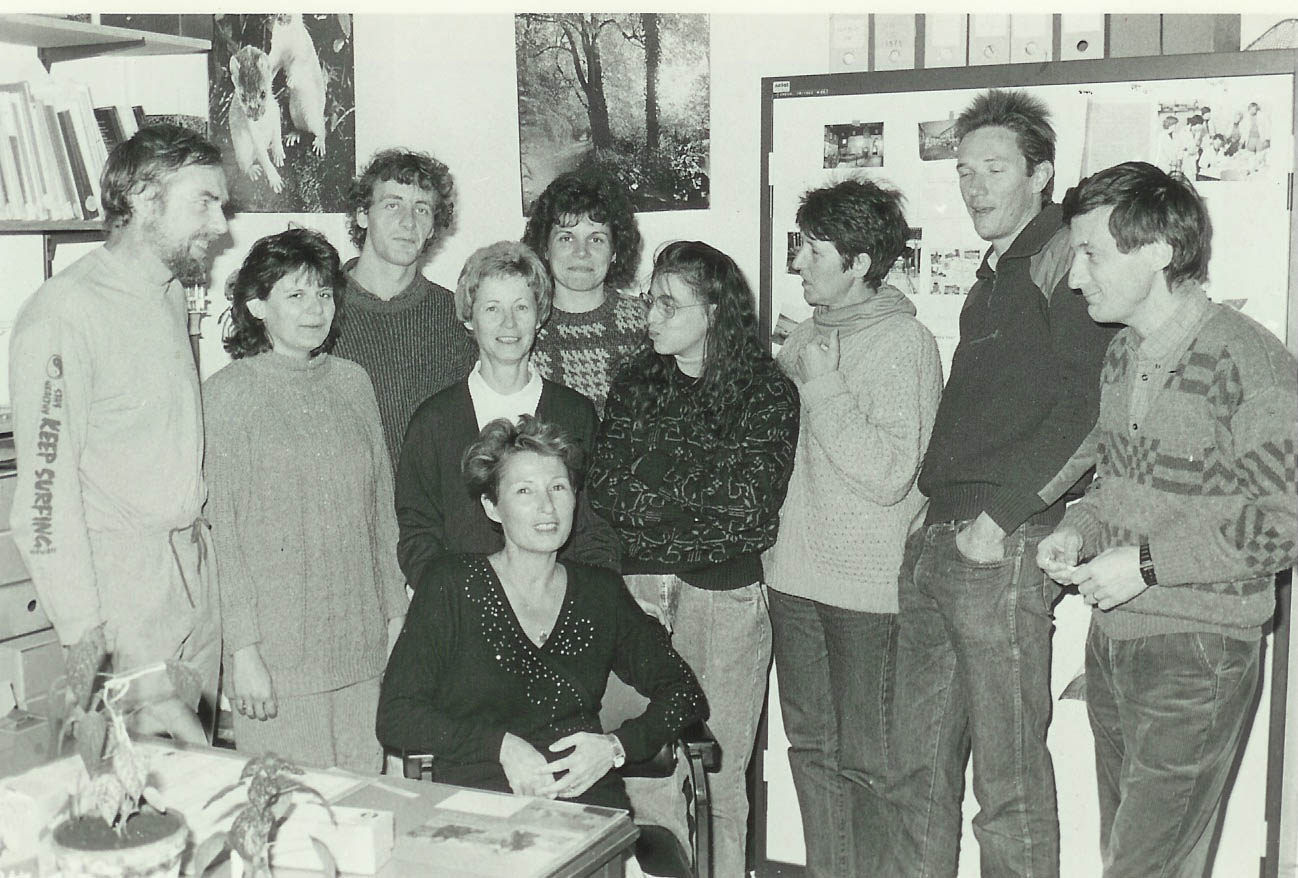
Marie-Odile Soyer-Gobillard (au centre) et son équipe au Laboratoire Arago, 1992.

Elle devient responsable de ce groupe de recherche Génome et cycle cellulaire des Eucaryotes Unicellulaires.
Les observations que Marie-Odile Soyer-Gobillard effectue avec Michel Herzog, biochimiste et biologiste moléculaire, lui permettent d’approfondir ses connaissances sur l’organisation et de la composition de l’ADN et la chromatine des dinoflagellés.
Son équipe développe en parallèle un nouveau département de recherche consacré à l’écotoxicologie intracellulaire. Elle étudie l’impact des polluants, tels que les métaux lourds, les pesticides organochlorés ou organophosphorés, sur leurs modèles de protistes dinoflagellés marins.
En 1983, la RFA fait don d’un équipement vidéo pour le Laboratoire Arago. Il rend de nombreux services en permettant aux chercheurs permanents de développer de nouveaux axes de recherche.
La réputation acquise par l’équipe lui permet d’obtenir des fonds afin d’organiser différents congrès à l’échelle nationale, européenne et mondiale dans les domaines de la protistologie et de la biologie cellulaire. Ainsi, en juin 1983, se tient à Banyuls-sur-mer la 5ème réunion de l’International Society for Evolutionary Protistology (ISEP).
En 1984, elle devient Directeur de recherche et Directeur du Département de Biologie Cellulaire et Moléculaire du laboratoire de Banyuls-sur-mer.
En 1988, l’ensemble des travaux de Marie-Odile Soyer-Gobillard est récompensé par le prix Trégouboff de l'Académie Nationale des Sciences.
En 1990, elle parvient à démontrer la co-localisation de deux ADN (ADN B et Z) par électro-immunolocalisation permettant d'expliquer le fonctionnement des chromosomes compactés en permanence chez un dinoflagellé. Eric Perret, un nouveau doctorant, arrive au laboratoire dans le cadre de sa thèse sur l’étude de la division cellulaire chez le dinoflagellé Crypthecodinium cohnii. À la suite de ce travail, de nombreux résultats sont obtenus, notamment la découverte de plusieurs protéines jouant un rôle majeur dans le processus mitotique, dont certaines ont été conservées des dinoflagellés à l’homme.
Depuis 1985, la laboratoire a acquis le matériel nécessaire au développement des techniques d’électro-immunocytochimie. La technique de vitrification du matériel biologique à ultra-basse température permet à l’équipe de localiser précisément les protéines dont les gènes ont été isolés et les anticorps produits. C’est la première fois que cette technique de cryoconservation est utilisée dans une station marine. Un microscope confocal ainsi qu’un MET de troisième génération viennent compléter l’équipement.
En 1991, Marie-Odile Soyer-Gobillard codirige, avec André Picard, un spécialiste de la régulation moléculaire du cycle cellulaire, la thèse de Michèle Barbier, une nouvelle doctorante. L’objet de ce travail est d’étudier les molécules spécifiques qui régulent le cycle cellulaire chez les eucaryotes unicellulaires dinoflagellés. Avec Michèle Barbier et Muriel Audit, elle démontre la présence et immunolocalise l’unique cycline B (p56cdc13) qui contrôle le déroulement du cycle de vie de la levure Saccharomyces pombe.
Dans le même temps, Jérôme Ausseil, fraîchement arrivé au Laboratoire dans le cadre d’une thèse, parvient non seulement à isoler les protéines de division cellulaire chez les dinoflagellés, à fabriquer des anticorps, à les immunolocaliser à l’échelle ultrastructurale, mais aussi à rechercher les interrelations de ces protéines motrices.
En 1996, Hervé Moreau, un biologiste cellulaire et moléculaire, rejoint l’équipe de Marie-Odile Soyer-Gobillard. En 2000, il souhaite travailler sur un autre modèle unicellulaire, celui des chlorophytes (Prasinophyceae), plus précisément l’Ostreococcus tauri, le plus petit protiste eucaryote chlorophyllien connu, dont le génome est séquencé en 2006, ouvrant la voie à une science nouvelle : la génomique environnementale.
Après son départ à la retraite en 2000, le modèle des protistes dinoflagellés n’est ainsi plus utilisé au Laboratoire Arago. Il est néanmoins toujours étudié dans de nombreux laboratoires à travers le monde. Marie-Odile Soyer-Gobillard continue par ailleurs à défendre ce modèle original. Elle reçoit du CNRS la distinction de l’Eméritat de 2000 à 2005.

### Au sein de l’association Hhorages-France
Depuis 2015, la cohorte de Hhorages est inscrite au portail épidémiologique des bases de données sur la santé française de l’INSERM, ainsi qu’auprès de AVIESAN. Le questionnaire élaboré, déclaré à la CNIL, a été envoyé aux familles, et les réponses synthétisées.

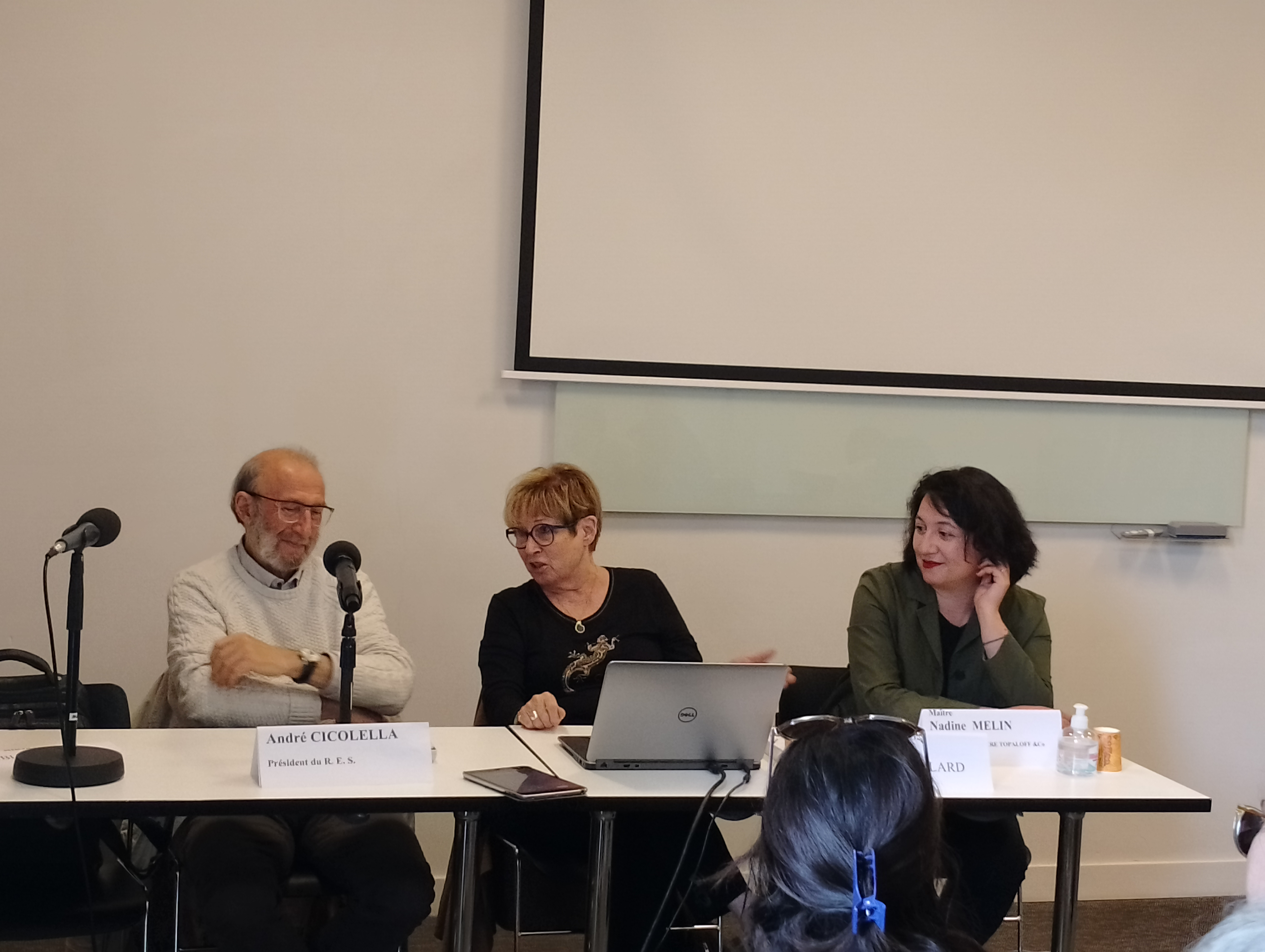
Marie-Odile Soyer-Gobillard (au centre) avec André Cicolella Président du RES (à gauche) et Maître Nadine Melin (à droite) lors de l'Assemblée Générale de l'association Hhorages de 2022.

L’analyse minutieuse des données ainsi recueillies permet à Marie-Odile Soyer-Gobillard, avec les équipes Sultan et Courtet du CHU de Montpellier, de réaliser un travail démontrant que l’exposition prénatale aux œstrogènes (au DES et/ou à l’éthinylestradiol) se trouve clairement associée à l’apparition de troubles psychiatriques lourds à l’adolescence ou la post-adolescence. Ces troubles peuvent s’accompagner de troubles somatiques tels que des malformations génitales ou des cancers.
C’est ainsi qu’en 2007, Marie-Odile Soyer-Gobillard rencontre le Pr Marie-Odile Krebs, psychiatre, professeur et chercheur au centre hospitalier Sainte-Anne de l’Institut de psychiatrie et neurosciences de Paris (Unité Inserm 894) afin de lui soumettre cette hypothèse. Ensemble, elles montent un projet dit PICRI (Partenariat institutions-citoyens pour la recherche et l’innovation) intitulé « Influence des traitements hormonaux sur le développement cérébral pendant la grossesse : étude des modifications phénotypiques, psychiatriques, comportementales et biologiques dans des familles informatives », et qui leur permet d’obtenir un premier financement de la Région Île-de-France.
L’équipe du Pr Krebs, avec le Dr Oussama Kébir, psychiatre et biologiste moléculaire, qui dirige la partie recherche moléculaire, commence à analyser les données récoltées par Hhorages, puis rassemble les études épidémiologiques préexistantes sur le sujet, avant de s’intéresser à l’épigénétique, une science alors émergente, comme explication plausible de l’apparition de troubles psychiatriques chez les personnes ayant été exposées in utero au DES. Cette recherche donne lieu à une publication dans The World Journal of Biological Psychiatry en 2012.
Lors du Congrès International de Psychiatrie et de Neurologie de Langue Française de 2007, elle présente à une centaine de psychiatres et de neurologues l’une des pistes de recherche sur les causes de la schizophrénie, tout en arguant la problématique de Hhorages et les travaux de recherche en cours effectués par son équipe à l’Hôpital Sainte-Anne, en collaboration avec les familles de l’association.
En 2011, avec l'équipe d’endocrinologie du CHU de Montpellier dirigée par le Professeur Charles Sultan, Marie-Odile Soyer-Gobillard participe à la démonstration de l’effet transgénérationnel – sur les petits-enfants mâles – de la prise de DES lors des grossesses sur la présence d’hypospadias à la naissance (une malformation de l’appareil génital mâle), ce qui donne lieu à une publication dans la revue américaine renommée Fertility and Sterility. Dans ce travail les auteurs mettent en évidence un taux deux fois plus élevé d’hypospadias que chez les fils DES.
Elle annonce, à l’occasion d’une émission sur M6, remettre son rapport à l’Afssaps. Le 21 janvier 2011, 6 membres de Hhorages sont reçus par la commission de pharmacovigilance de l’Afssaps.

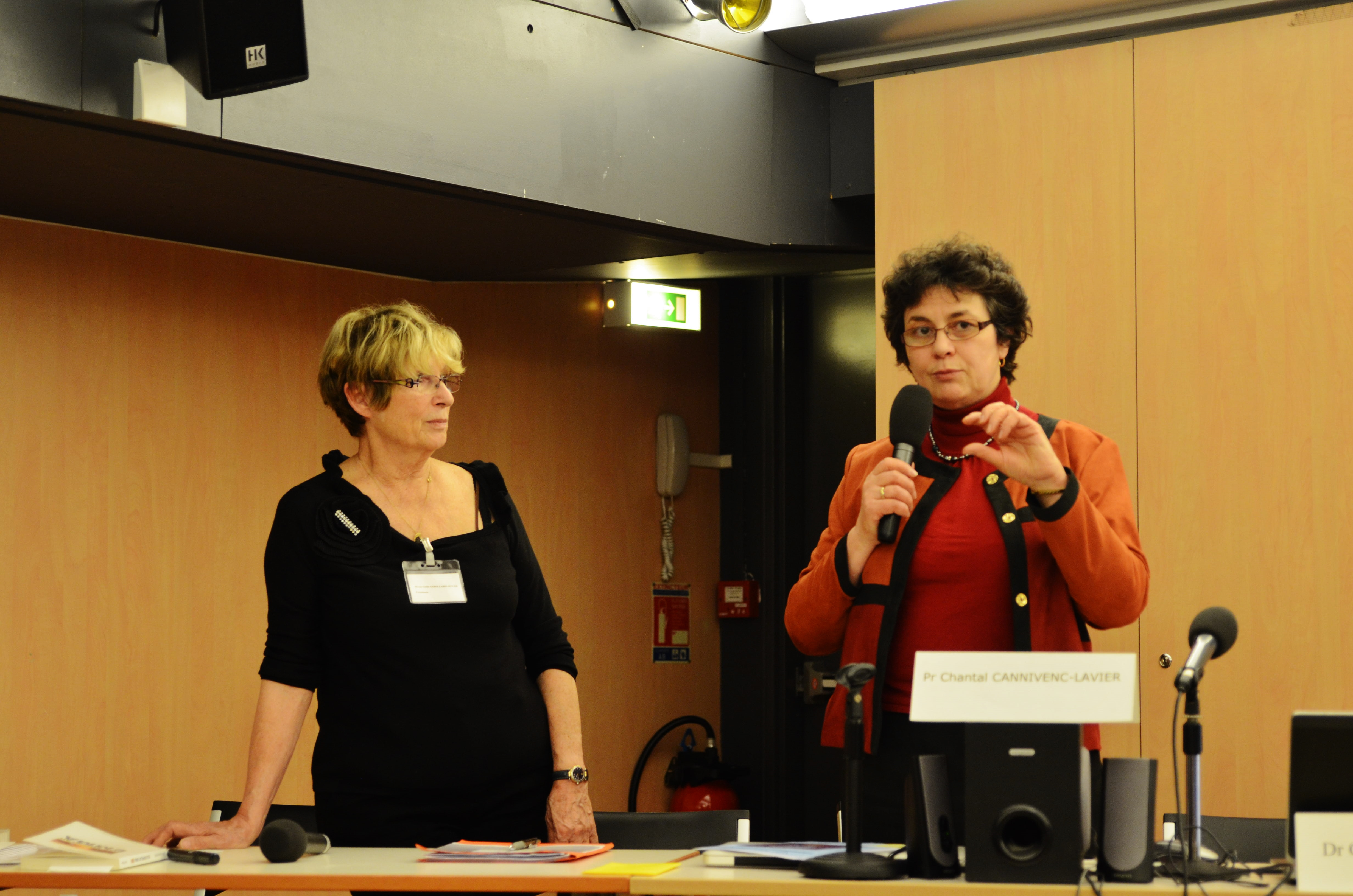
Marie-Odile Soyer-Gobillard (à gauche) avec Marie-Chantal Canivenc-Lavier, PhD, HDR, French National Institute for Agriculture, Food and Environment (INRAE) France en 2014.

En 2015, avec le Pr Sultan (Endocrinologue) et le Pr Courtet (Psychiatre), elle démontre, à la suite de l’analyse des données de 529 familles, que plus de 740 enfants exposés souffrent de troubles psychiatriques, et que 6 % des enfants nés après une exposition précédente, c’est-à-dire après une grossesse traitée avec du DES, souffrent aussi de troubles psychiatriques, alors que les enfants non-exposés ne souffrent eux d’aucun trouble. L’on retrouve notamment des troubles du comportement alimentaires, des dépressions, des troubles bipolaires, des schizophrénies, des tentatives de suicide et des suicides, avec des taux bien plus élevés que dans la population générale. Leurs résultats sont publiés dans le journal Gynecological Endocrinology.
En 2017, à partir de fratries issues de l’Association Hhorages, l’équipe Krebs démontre que des régions différentielles spécifiques ont été localisées au niveau de deux gènes : le gène de la protéine à doigt de zinc ZFP57 dans un groupe d’enfants exposés psychotiques, et au niveau du promoteur du gène ADAMTS9. Le gène ZFP57, localisé sur le chromosome 6, est un régulateur de transcription au niveau de nombreux gènes affectant notamment le neurodévelopement et la neuroplasticité. Le gène ADAMTS9 est, quant à lui, impliqué dans le contrôle de la forme des organes, notamment des organes reproducteurs, souvent retrouvés anormaux à la suite d'une exposition au DES. Il est également impliqué dans le développement du système nerveux central ainsi que dans différents types de cancers. Cette étude, publiée dans PlosOne a fait l’objet d’un communiqué de l’Inserm.
Depuis 2015, Marie-Odile Soyer-Gobillard s’interroge également sur les effets de la progestérone synthétique et propose au Pr Sultan de l’étudier. Elle identifie alors les mères de la cohorte Hhorages ayant été traitées uniquement avec ce type d’hormones ainsi que les troubles des enfants exposés. En 2019, Marie-Odile Soyer-Gobillard, avec l’équipe du Pr Sultan, démontre la toxicité de la progestérone de synthèse au plan psychiatrique dans une publication. En comparant les résultats, l’on s’aperçoit qu’ils sont similaires à ceux de l’étude de 2015 concernant les oestrogènes de synthèse, diéthylstilbestrol et éthinylestradiol.
En 2020, avec l’équipe de Montpellier, elle rapporte dans une publication un cas d’une fillette de 8 ans, petite-fille DES (dont la grand-mère a reçu du DES), victime d’un carcinome à cellules claires du col utérin, un type cancer très rare, souvent associé à une exposition au DES. Cette même année, une autre publication met en évidence chez 11 petits-fils de femmes traitées au diéthylstilbestrol pendant la grossesse, un syndrome d’insensibilité partielle aux androgènes idiopathique. Le journal La dépêche y consacre un article.
En parcourant la littérature scientifique, Marie-Odile Soyer-Gobillard découvre une étude chinoise du Pr Paul Yao qui retient son attention. Ce dernier a découvert une hyper-méthylation d’un récepteur aux œstrogènes, le promoteur du gène Erβ, dans la zone de l’amygdale, dans le cerveau de souris exposées à un progestatif, et démontre que cela entraîne un comportement de type autistique (autism-like) chez la progéniture. Marie-Odile Soyer-Gobillard entre alors en contact avec l’équipe du Pr Yao afin de collaborer. Elle publie avec Charles Sultan, Laura Gaspari et Paul Yao en 2021 un chapitre invité dans le livre « Factors affecting Development » (Academic Press), ainsi qu'un article dans la revue médicale Pratiques traitant des découvertes de Hhorages et de celles du Pr Yao.
En 2021, Marie-Odile et l’équipe du Pr Sultan publient une étude de cas effectuée au sein d’une famille informative de la cohorte de Hhorages. Ils rapportent que le DES, prescrit à la mère après chacun de ses 11 accouchement pour supprimer la lactation durant 3 mois, a eu des conséquences sur tous ses enfants, à l’exception du premier – non exposé et servant alors de contrôle. Ils souffrent de troubles psychiatriques et, pour la plupart, de troubles somatiques également – dont endométriose et hypospadias. Chez ses petits-enfants, à la 3ème génération, ils rapportent plusieurs cas d’autisme, des troubles psychiatriques, ainsi que de l’endométriose et des hypospadias. C’est la première fois qu’une étude met en évidence un taux élevé de troubles psychiatriques chez deux, voire trois générations, dans une même famille incluant des grossesses exposées au DES, et une grossesse sans DES.
En 2021 toujours, elle montre avec Laura Gaspari, Charles Sultan et al. que l’exposition fœtale au DES contribue à l’apparition de l’endométriose chez les filles exposées, mais aussi chez les petites-filles, illustrant l’effet multigénérationnel du DES.
Un travail  effectué avec la cohorte Hhorages, met en évidence des cas de dysphorie de genre (transgenres). Il a été présenté au Colloque de Gynécologie et Obstétrique Pratiques à Paris en 2016 et il est finalement publié en 2024 (81) dans la Revue Internationale Journal of Xenobiotics.
Marie-Odile Soyer-Gobillard continue d’alerter sur les dangers des hormones sexuelles artificielles – dont la pilule contraceptive, sur ceux du Bisphénol A (BPA) – un plastifiant dont la composition chimique se rapproche de celle du DES, des pesticides, tel que le DDT ou le chlordécone, des composés organophosphorés – toxiques pour le système nerveux. En 2018, lors du Third International Meeting on Environmental Health, Strasbourg Council of Europe, puis en 2021 lors du 4ème Congrès de Médecine Environnementale à Fort de France (Martinique), elle déclare : « Les perturbateurs endocriniens environnementaux sont l’une des clefs pour expliquer la croissance sans précédent des maladies chroniques. Il s’agit d’une piste d’espoir pour enrayer leur progression et retrouver la maîtrise des dépenses de santé. », et, évoquant le fait que l’effet transgénérationnel du DES est démontré jusqu’à 8 générations pour le cancer chez la souris : « L’effet transgénérationnel du DES constitue une véritable bombe à retardement. ».

## Œuvres

### Articles scientifiques
Marie-Odile Soyer-Gobillard a effectué plus de 180 publications dans des revues scientifiques internationales évaluées par des pairs, notamment dans des revues de biologie cellulaire et moléculaire, et effectué plus de 200 communications à des congrès,,.

### Ouvrages
- Margulis L., M.O. Soyer-Gobillard & J. Corliss, Evolutionary protistology. The organism as cell. Rep. Origins of Life, 1984, 13 (3-4). D.Reidel Publishing Company, Dordrecht/Boston, 183 pp  (ISBN 9789027717658).
- Soyer-Gobillard, M.O. & Schrevel, J, The Discoveries and Artistic Talents of Édouard Chatton and André Lwoff, Famous Biologists. (Version bilingue, Français-Anglais). Cambridge Scholars Publishing (CSP) Editor, June 2020. (283 pp., 123 Figs)  (ISBN 978-1-5275-5066-7).
- Livre-témoignage : Une résilience ou les trois Marie-Odile, Nombre7 Éditions, 2021  (ISBN 9782381536606)

### Œuvres d'art
En octobre 1998, après le décès de son fils, elle commence à travailler l’argile dans un atelier de Perpignan. En 2000, elle devient ainsi sculpteur et effectue sa première exposition à Banyuls-sur-Mer, dans la patrie d’Aristide Maillol. En 2013, elle déclare « J’avais vécu l’ignoble, et j’ai voulu recréer la beauté. ».
Elle exposera ses œuvres à de nombreuses reprises, notamment à Paris, Perpignan, Barcelone et Sézanne. En septembre 2000, elle reçoit le 3e prix international de Sculpture au Salon International d’Art d’Argèles-sur-Mer.

## Médias (quelques extraits)
- En Janvier 2000, Brigitte Bègue, journaliste à la revue mutualiste Viva, écrit le premier article sur le sujet en France concernant les troubles psychiatriques en lien avec le DES administré in utero : « Va-t-on vers un nouveau scandale du Distilbène ? », dans lequel Marie-Odile Gobillard-Soyer témoigne[72].
- En 2002, un journaliste catalan de Barcelone, A.Milian, publie dans le journal El temps « Condemnats abans de néixer : Hormones sota sospita. » (« Condamnés avant de naître: Hormones soupçonnées »), un article dans lequel elle témoigne également[73]. La même année, Jennifer Margulis, journaliste écrivain américaine, publie dans ce même journal un article intitulé « Hormones artificials i fills amb problemes psiquics. »[74].
- En 2004, Brigitte Bègue publie de nouveau dans Viva « Le Distilbène a détruit leur vie » les témoignages de Mauricette Puillandre et Marie-Odile Gobillard-Soyer[75].
- En juillet 2006, Marie-Odile Soyer-Gobillard donne une interview dans la revue Profession Sage-femme[76].
- En 2008, elle est interviewée dans l’émission Les pieds sur terre sur France Culture[6].
- En 2011, un article intitulé « Une mère contre le Distilbène » lui est consacré dans le magazine Viva[77].
- En 2012, elle participe au film-enquête de Radio télévision Suisse (RTS) dans l’Émission Magazine Santé 36.9 intitulée : « Distilbène® : un héritage empoisonné »[7].
- En 2021, à l’occasion de sa nomination au grade de Chevalier de la Légion d’Honneur, le journal quotidien L’indépendant lui consacre un article[78], ainsi que le Journal l’Union de Reims[79].

## Distinctions
- En 1974, Marie-Odile Soyer-Gobillard est lauréate de la Fondation Paul Wintrebert[80].
- En 1988, elle reçoit de l'Académie Nationale des Sciences le Prix Trégouboff (prix quadriennal de biologie marine)[80].
- De 2000 à 2005, elle est Directeur de Recherche Emérite au CNRS[80].
- De 2004 à 2009, elle est membre correspondant du Muséum national d'Histoire naturelle (MNHN) de Paris[80].
- Le 14 juillet 2021, à l’occasion de la fête nationale, elle est nommée au grade de Chevalier de la Légion d’Honneur. Cette décoration lui a été décernée afin de récompenser sa carrière scientifique et associative[81]